# تشو جا هيون
تشو إيون جو ، المعروفة بإسمها الفني تشو جا هيون (بالكورية: 추자현)‏ هي ممثلة كورية جنوبية. ولدت يوم 20 يناير 1979 في دايغو في كوريا الجنوبية.

## روابط خارجية
- تشو جا هيون على موقع IMDb (الإنجليزية)
- تشو جا هيون على موقع قاعدة بيانات الفيلم (الإنجليزية)